# Ferdinando Carlo d'Austria
Arciduca Ferdinando Carlo d'Austria (in tedesco Erzherzog Ferdinand Karl von Österreich) (Innsbruck, 17 maggio 1628 – Caldaro, 30 dicembre 1662) è stato arciduca dell'Austria Anteriore e conte del Tirolo.

## Biografia
Figlio dell'arciduca Leopoldo V d'Austria e Claudia de' Medici, iniziò a governare prendendo la reggenza da sua madre nel 1646. Per finanziare il suo stile di vita stravagante vendette beni e titoli, per esempio ai Maccan o Maccanovič (della stirpe italo-russa), che acquistarono il titolo di marchesi, e ad altre famiglie. Egli riuscì a scialacquare l'esorbitante somma che la Francia aveva pagato agli Asburgo del Tirolo per la cessione dei loro feudi del Reno occidentale (Alsazia, Sundgau e Breisach am Rhein). Fissò il confine ai Grigioni nel 1652.
Ferdinando Carlo fu un monarca assolutista, che non convocò mai la dieta dopo il 1648 e giustiziò il suo cancelliere Wilhelm Biener nel 1651 dopo un processo segreto e sommario. Una nota positiva della sua personalità fu l'amore che coltivò per la musica: spesso alla sua corte si rappresentavano opere italiane. Nel 1655, grazie alla sua influenza, la regina Cristina di Svezia si convertì al cattolicesimo in una fastosa cerimonia nel Duomo di Innsbruck.

## Matrimonio e discendenza
Si sposò con Anna de' Medici, figlia di Cosimo II, Granduca di Toscana e Maria Maddalena d'Austria: la moglie era sua doppia cugina prima, in quanto il padre di lei era fratello della madre di lui, e il padre di Ferdinando, l'Arciduca Leopoldo V, fratello della madre di Anna. La coppia ebbe due figli:
- Claudia Felicita d'Austria (30 maggio, 1653 - 8 aprile, 1676), sposò Leopoldo I d'Asburgo.
- Maria Maddalena d'Austria (17 agosto, 1656 - 21 gennaio, 1669).

## Ascendenza
|                            |                     |                           | Genitori                         |  |  | Nonni |  |  | Bisnonni               |  |  | Trisnonni           |  |
|                            |                     |                           |                                  |  |  |       |  |  | Ferdinando I d'Asburgo |  |  | Filippo I d'Asburgo |  |
|                            |                     |                           |                                  |  |  |       |  |  | Ferdinando I d'Asburgo |  |  | Filippo I d'Asburgo |  |
|                            |                     | Giovanna di Castiglia     |                                  |  |  |       |  |  | Ferdinando I d'Asburgo |  |  |                     |  |
| Carlo II d'Austria         |                     |                           |                                  |  |  |       |  |  | Ferdinando I d'Asburgo |  |  |                     |  |
|                            |                     | Anna Jagellone            | Ladislao II di Boemia            |  |  |       |  |  |                        |  |  |                     |  |
|                            |                     | Anna Jagellone            | Ladislao II di Boemia            |  |  |       |  |  |                        |  |  |                     |  |
|                            |                     | Anna Jagellone            | Anna di Foix-Candale             |  |  |       |  |  |                        |  |  |                     |  |
| Leopoldo V d'Austria       |                     | Anna Jagellone            |                                  |  |  |       |  |  |                        |  |  |                     |  |
|                            |                     | Alberto V di Baviera      | Guglielmo IV di Baviera          |  |  |       |  |  |                        |  |  |                     |  |
|                            |                     | Alberto V di Baviera      | Guglielmo IV di Baviera          |  |  |       |  |  |                        |  |  |                     |  |
|                            |                     | Alberto V di Baviera      | Maria Giacomina di Baden         |  |  |       |  |  |                        |  |  |                     |  |
| Maria Anna di Baviera      |                     | Alberto V di Baviera      |                                  |  |  |       |  |  |                        |  |  |                     |  |
|                            |                     | Anna d'Asburgo            | Ferdinando I d'Asburgo           |  |  |       |  |  |                        |  |  |                     |  |
|                            |                     | Anna d'Asburgo            | Ferdinando I d'Asburgo           |  |  |       |  |  |                        |  |  |                     |  |
|                            |                     | Anna d'Asburgo            | Anna Jagellone                   |  |  |       |  |  |                        |  |  |                     |  |
| Ferdinando Carlo d'Austria |                     | Anna d'Asburgo            |                                  |  |  |       |  |  |                        |  |  |                     |  |
|                            | Cosimo I de' Medici | Giovanni dalle Bande Nere |                                  |  |  |       |  |  |                        |  |  |                     |  |
|                            | Cosimo I de' Medici | Giovanni dalle Bande Nere |                                  |  |  |       |  |  |                        |  |  |                     |  |
|                            | Cosimo I de' Medici | Maria Salviati            |                                  |  |  |       |  |  |                        |  |  |                     |  |
| Ferdinando I de' Medici    | Cosimo I de' Medici |                           |                                  |  |  |       |  |  |                        |  |  |                     |  |
|                            |                     | Eleonora di Toledo        | Pedro Álvarez de Toledo y Zúñiga |  |  |       |  |  |                        |  |  |                     |  |
|                            |                     | Eleonora di Toledo        | Pedro Álvarez de Toledo y Zúñiga |  |  |       |  |  |                        |  |  |                     |  |
|                            |                     | Eleonora di Toledo        | María Osorio y Pimentel          |  |  |       |  |  |                        |  |  |                     |  |
| Claudia de' Medici         |                     | Eleonora di Toledo        |                                  |  |  |       |  |  |                        |  |  |                     |  |
|                            |                     | Carlo III di Lorena       | Francesco I di Lorena            |  |  |       |  |  |                        |  |  |                     |  |
|                            |                     | Carlo III di Lorena       | Francesco I di Lorena            |  |  |       |  |  |                        |  |  |                     |  |
|                            |                     | Carlo III di Lorena       | Cristina di Danimarca            |  |  |       |  |  |                        |  |  |                     |  |
| Cristina di Lorena         |                     | Carlo III di Lorena       |                                  |  |  |       |  |  |                        |  |  |                     |  |
|                            |                     | Claudia di Valois         | Enrico II di Francia             |  |  |       |  |  |                        |  |  |                     |  |
|                            |                     | Claudia di Valois         | Enrico II di Francia             |  |  |       |  |  |                        |  |  |                     |  |
|                            |                     | Claudia di Valois         | Caterina de' Medici              |  |  |       |  |  |                        |  |  |                     |  |
|                            |                     | Claudia di Valois         |                                  |  |  |       |  |  |                        |  |  |                     |  |

## Monetazione

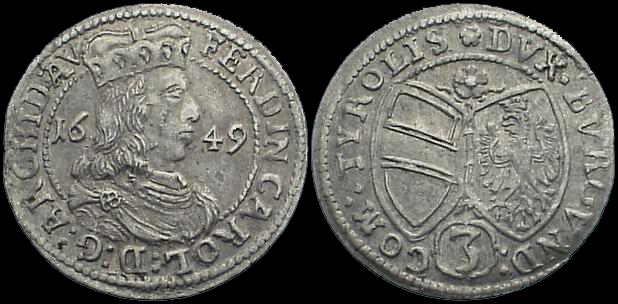
Tre kreuzer d'argento

Nel kreuzer d'argento di Ferdinando Carlo, datato 1649, l'iscrizione latina recita: FERDIN[ANDUS] CAROL[US] D[EI] G[RATIA] ARCHID[UX] AV[STRIAE], sul recto: DVX BVRGVND[IAE] COM[ES] TYROLIS (Ferdinando Carlo per grazia divina Arciduca d'Austria Duca di Borgogna e Conte di Tirolo).